# Ibišek trojdílný

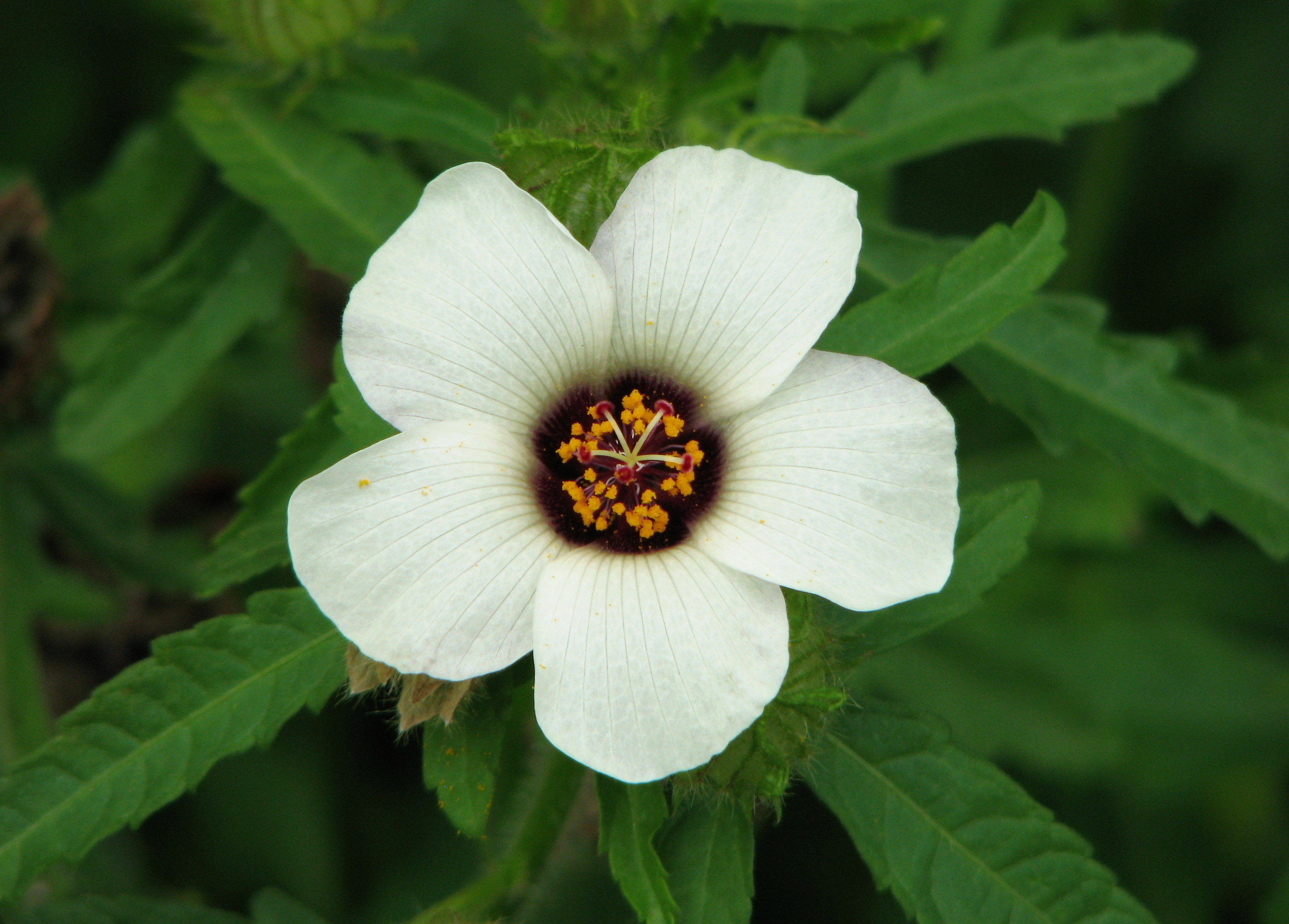
Květ

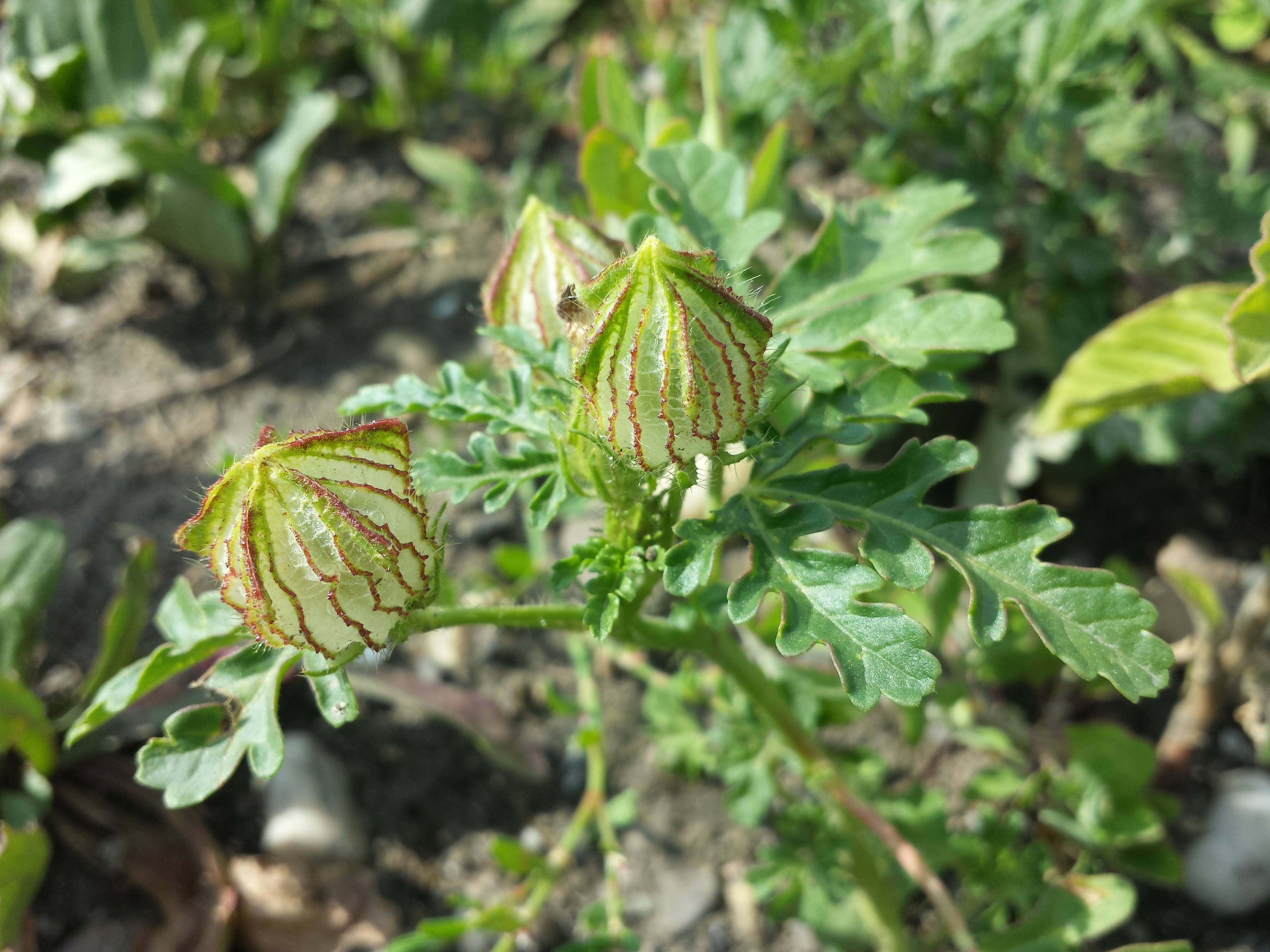
Nafouklý kalich s tobolkami

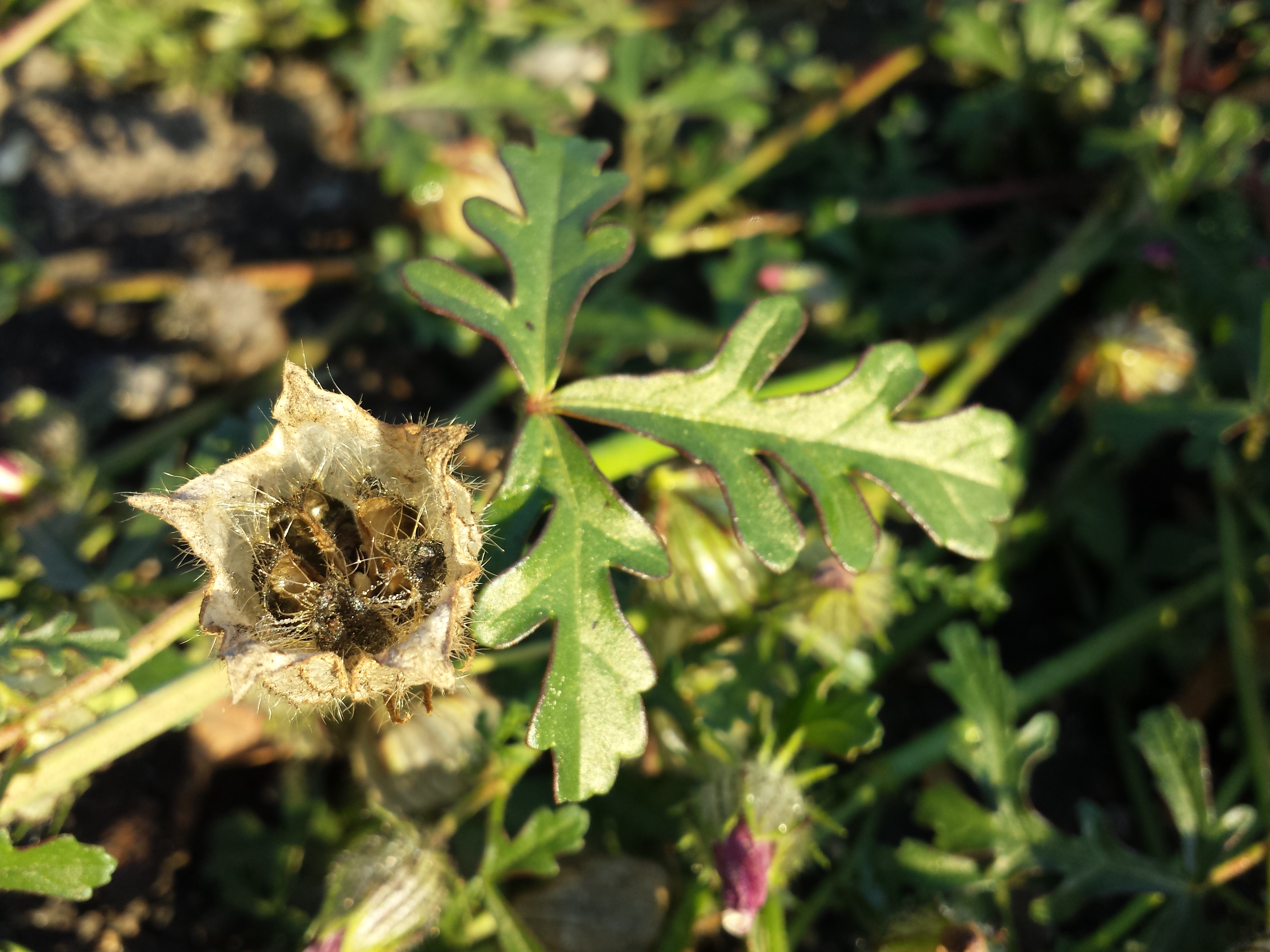
Otevřená tobolka se semeny

Ibišek trojdílný (Hibiscus trionum) je vzpřímená nebo poléhavá, 10 až 100 cm vysoká jednoletá rostlina s četnými bílými až sírově žlutými květy velkými do 5 cm. Jeho lodyha roste vzpřímeně nebo je poléhavá, zprohýbaná a bývá dlouhá v závislosti na úrodnosti půdy. Je jedním ze dvou nepůvodních druhů rodu ibišek vyskytujících se v české přírodě; je zde klasifikován jako zdomácnělý archeofyt.
Oblast jeho výskytu se v české přírodě rychle zmenšuje, a je proto v národním „Červeném seznamu ohrožených druhů České republiky“ z roku 2017 považován za kriticky ohrožený druh (C1t). Stejně jako řada dalších polních plevelů však zákonem chráněn není.

## Rozšíření
Bylina původem z východního Středomoří a Přední Asie, která se již v minulosti rozšířila po teplých oblastech Evropy, jihozápadní Asii a severní Africe. Později se dostala do severnějších částí Evropy i netropické Asie a v etapě objevitelských cest byla zavlečená do Severní a Jižní Ameriky, do Afriky (vyjma tropů) i na Nový Zéland. Roste až do nadmořské výšky 2800 m n. m.
V České republice se vyskytuje pouze v nejteplejších místech, nejčastěji v termofytiku jižní Moravy, hlavně v Dyjsko-svrateckém úvalu. Pravidelně v Česku roste zhruba do 450 m n. m., ve vyšších polohách se objevuje jen krátkodobě. Novější, ojedinělé výskyty vznikají zavlékáním semen s přepravovanými obilovinami, olejninami, sójovými boby, vlnou a podobně.

## Ekologie
Teplomilný terofyt, který dobře snáší sucho i zasolenou půdu, je však náročný na světlo. Vyskytuje se v lehké, propustné půdě hlavně v okopaninách, v zelenině, na úhorech, vinicích, v lesnických školkách, řídkých vytrvalých pícninách, na rumištích, kompostech i náspech podél cest a železničních tratí, na překladištích i v závodech na zpracování semen olejnin. Vyrůstá většinou v místech, kde je narušená obnažená půda, naopak neroste na pozemcích se zapojeným drnem, na pastvinách a také silně zastíněných plochách.
Klíčí pozdě na jaře a pro probuzení semene požaduje vyšší teplotu půdy, minimálně nad 10 °C. Hlavní rozvoj, kvetení a tvorba plodů spadají do druhé poloviny léta, často se silně rozrůstá až na strništích, obvykle postupně vykvétá od července do září. Počet chromozomů 2n = 56 a stupeň ploidie x = 4.

## Popis
Jednoletá bylina s dlouhým kůlovitým kořenem s řadou postranních tenkých kořínků. Lodyhu má křivolakou, načervenalou, vztyčenou či poléhavou, 10 až 100 cm dlouhou, odstále chlupatou až plstnatou, která bývá ve spodní části bohatě obloukovitě rozvětvená do vystoupavých až poléhavých větví. Listy jsou měkké, dlouze řapíkaté, dolní bývají okrouhlé, třílaločné, lodyžní vyrůstají střídavě, mají niťovité palisty a jsou dlanitodílně až dlanitosečně dělené do tří úkrojků. Na líci jsou lysé a na rubu roztroušeně řídce hvězdovitě chlupaté a po obvodě brvité.
Květy až 5 cm velké vyrůstají jednotlivě na krátkých stopkách z úžlabí horních listů. Jsou nažloutlé, oboupohlavné, pětičetné a mají drobný, chlupatý kalíšek složený z osmi až dvanácti asi 6 mm dlouhých čárkovitých lístků. Kalich, jenž se při zrání plodu nafukuje, je do poloviny srostlý z pěti vytrvalých, asi 12 mm dlouhých trojúhelníkovitých cípů zdobených dvaceti podélnými, purpurovými či červenofialovými žilkami. Korunní lístky 15 až 30 mm velké jsou obvejčité, u báze zúžené, na konci okrouhlé, bílé nebo bledě až sírově žluté a na bázi fialové až černé. Četné krvavě červené tyčinky s oranžovými prašníky jsou srostlé do trubky asi 6 mm dlouhé. Horní semeník vznikl z pěti plodolistů, v každém pouzdru je větší počet vajíček, pět vespod srostlých čnělek nese paličkovitou bliznu členěnou do pěti nápadných načervenalých laloků. Květy se otvírají pouze krátkodobě a za slunečního svitu, obvykle jen dopoledne. Opylí je hmyz nebo po uzavření v nich dojde k samoopylení.
V opyleném květu se kalich nafoukne až do velikosti 25 mm a kryje zrající plod, kulovitou až vejčitou pětipouzdrou tobolku pukající pěti chlopněmi. Tobolka velká 10 až 17 mm obsahuje až 35 ledvinovitých, lysých, červenohnědých až tmavě hnědých semen asi 2,5 mm velkých, s tvrdým osemením. Semena vypadávají z plně se rozevírající tobolky na půdu v blízkosti mateřské rostliny, do okolí se šíří větrem a povrchovou vodou. Na větší vzdálenosti jsou roznášena transportem nečištěného osiva obilovin a travin či vypadávají ze surové ovčí vlny. Semena obsahují až 24 % oleje používaného např. v lidovém léčitelství při ekzémech.

## Rozmnožování
Rostlina se rozmnožuje výhradně semeny, z nichž část má různě tvrdé, vodu špatně propouštějící osemení; procento takových semen se liší podle stanoviště i průběhu počasí během růstu. Semena proto často leží v zemi několik let i při podmínkách příznivých pro vyklíčení. Obvykle vzcházejí od poloviny května po dobu několik měsíců, a to z hloubky až 7 cm. Optimální teplota pro klíčení je 20 až 30 °C, klíčivost si podržují po dobu dvaceti let. Mladé semenáče jsou rozpoznatelné, mají děložní lístky dlouhé asi 8 mm a široké 7 mm; jsou nestejně tvarované, jeden je okrouhlý a druhý vykrojený.

## Význam
I přes svůj nevelký vzrůst může být ibišek trojdílný nepříjemným konkurentem některých plodin, nejvíce škodí v okopaninách a zelinářských zahradách. Na silně zaplevelených polích se slunečnicí, cukrovou řepou, nebo sójou se v jeho raných fázích růstu používají herbicidy, problémem je jeho nestejná doba vzcházení. Je také považován za alternativního hostitele viru mozaiky okurkové napadající pěstované okurky a jiné tykvovité rostliny, vyjma melounů.
Ibišek trojdílný se v okrasných zahradách vysévá i jako okrasná rostlina, pro tento účel byly vyšlechtěné kultivary 'Simply Love' a 'Sunny Day'. Používá se také jako léčivá rostlina, rozžvýkané listy podporují uvolnění a odstranění hlenu z dýchací cest a rozdrcené k léčbě bradavic, rozmělněná lodyha se používá k čištění ran a zmírnění bolestí, výluh z květů k léčbě kožních problémů.